# 사상 중흥S-클래스 그랜드센트럴
사상 중흥S-클래스 그랜드센트럴(영어: Sasang Jungheung S-CLASS Grand Central)은 대한민국 부산광역시 사상구 덕포동에 위치한 아파트다.